# بازده پایدار بهینه
در بوم‌شناسی جمعیت و اقتصاد، بازده پایدار بهینه (به انگلیسی: Optimum sustainable yield)، سطح تلاشی است که تفاوت بین درآمد کل و هزینه کل را به حداکثر می‌رساند. یا جایی که درآمد نهایی برابر با هزینه نهایی است. این سطح از تلاش، سود اقتصادی یا رانت منبع مورد استفاده را به حداکثر می‌رساند. معمولاً با سطح تلاش کمتر از بازده پایدار بیشینه هماهنگی دارد.
در علم محیط زیست، بازده پایدار بهینه، بزرگترین بازده اقتصادی یک منبع تجدیدپذیر است که در یک دوره زمانی طولانی بدون کاهش توانایی جمعیت یا محیط زیست آن برای حمایت از ادامه این سطح از بازده قابل دستیابی است و یک اکوسیستم را قادر می‌سازد تا از عملکرد بالایی برخوردار باشد. ارزش زیبایی‌شناختی این مفهوم به‌طور گسترده به‌طور خاص در مدیریت شیلات استفاده می‌شود، جایی که ماهی‌های اضافی حذف می‌شوند تا جمعیت در گنجایش برد خود باقی بماند. این کار اجازه می‌دهد تا بیشترین ماهی‌ها برداشت شوند و در عین حال حداکثر رشد جمعیت حفظ شود.